# Шрунс
Шрунс (нім. Schruns) — ярмаркове містечко й громада округу Блуденц в землі Форарльберг, Австрія. Шрунс лежить на висоті 700 м над рівнем моря і займає площу  18,04 км². Громада налічує 3683 мешканців. 
Густота населення 204/км².  
Округ Блуденц лежить на півдні Фаральбергу і межує зі Швейцарією. Місцеве  населення, як і мешканці всього Форальбергу, розмовляє алеманським діалектом німецької мови, а тому ближче до швейцарців, ніж до населення більшої частини Австрії, яке розмовляє баварсько-австрійським діалектом. Кожне містечко й сільце області має розвинуту інфраструктуру для прийому туристів і дбає про свої музеї та інші визначні місця.     
У місті є залізнична станція.
|                                |
| Шрунс на мапі округу та землі. |

Адреса управління громади: Kirchplatz 2, 6780 Schruns. 
У Шрунсі є 4 дитячі садки, дві фольк школи, дві гаупт школи й професійно-технічне училище. 

## Демографія
Історична динаміка населення міста за даними сайту Statistik Austria

## Відомі особи
- Аніта Вахтер — гірськолижниця